# فاني أغوستيني
فاني أغوستيني (بالفرنسية: Fanny Agostini)‏ هي مقدمة تلفزيونية وصحفية فرنسية، ولدت في 8 يوليو 1988 في La Bourboule ‏ في فرنسا.